# Weltmeisterschaft im Skibergsteigen 2023
Die Weltmeisterschaft im Skibergsteigen 2023 wurde vom 26. Februar bis 4. März im Boí Taüll Resort im Vall de Boí, Spanien ausgetragen.

## Ergebnisse

### Männer
| Disziplin     | Gold                               | Silber                              | Bronze                        |
| ------------- | ---------------------------------- | ----------------------------------- | ----------------------------- |
| Sprint        | Oriol Cardona Coll                 | Thibault Anselmet                   | Robin Galindo                 |
| Einzel        | Rémi Bonnet                        | Matteo Eydallin                     | Robert Antonioli              |
| Vertical Race | Rémi Bonnet                        | Maximilien Drion                    | Gédéon Pochat                 |
| Team          | Robert Antonioli / Matteo Eydallin | William Bon Mardion / Xavier Gachet | Davide Magnini / Nadir Maguet |

### Frauen
| Disziplin     | Gold                                  | Silber                            | Bronze                                 |
| ------------- | ------------------------------------- | --------------------------------- | -------------------------------------- |
| Sprint        | Marianna Jagerčíková                  | Marianne Fatton                   | Emily Harrop                           |
| Einzel        | Axelle Gachet-Mollaret                | Alba De Silvestro                 | Giulia Murada                          |
| Vertical Race | Axelle Gachet-Mollaret                | Sarah Dreier                      | Alba De Silvestro                      |
| Team          | Axelle Gachet-Mollaret / Emily Harrop | Alba De Silvestro / Giulia Murada | Célia Perillat-Pessey / Candice Bonnel |

### Mixed
| Disziplin | Gold                             | Silber                          | Bronze                                 |
| --------- | -------------------------------- | ------------------------------- | -------------------------------------- |
| Staffel   | Emily Harrop / Thibault Anselmet | Giulia Murada / Nicolò Canclini | Axelle Gachet-Mollaret / Robin Galindo |

## Medaillenspiegel
| Platz  | Land       | Gold | Silber | Bronze | Gesamt |
| ------ | ---------- | ---- | ------ | ------ | ------ |
| 1      | Frankreich | 4    | 2      | 5      | 11     |
| 2      | Schweiz    | 2    | 1      | –      | 3      |
| 3      | Italien    | 1    | 4      | 4      | 9      |
| 4      | Slowakei   | 1    | –      | –      | 1      |
| 4      | Spanien    | 1    | –      | –      | 1      |
| 6      | Belgien    | –    | 1      | –      | 1      |
| 6      | Österreich | –    | 1      | –      | 1      |
| Gesamt | Gesamt     | 9    | 9      | 9      | 27     |